# Елеонора Катерина Пфальц-Цвайбрюкенська
Елеонора Катерина Пфальц-Цвайбрюкенська (нім. Eleonore Katharine von Pfalz-Zweibrücken-Kleeburg; 17 травня 1626 — 3 березня 1692) — двоюрідна сестра і прийомна сестра шведської королеви Христини та сестра короля Швеції Карла X. Після вступу її брата на престол (1654) вона та її брати й сестри вважалися королівськими принцесами та принцами Швеції. Як дружина Фрідріха, ландграфа Гессен-Ешвеге (1617–1655), вона стала ландграфинею Гессен-Ешвеге, а після смерті чоловіка виконувала обов’язки регентки та адміністраторки його земель (1655–1692).

## Біографія
Елеонора народилася в замку Штегеборг в Естерґетланді, Швеція, у сім'ї принцеси Катаріни Шведської та Йоганна Казимира, графа Палатина фон Цвайбрюккен-Клебурга. Її мати була старшою зведеною сестрою шведського короля Густава Адольфа і дочкою короля Карла IX. Її батьки, які були двоюрідними родичами, жили в Швеції з 1622 року, а Елеонора та її брати і сестри, в тому числі її сестра Марія Єфросинія, виросли в Швеції як прийомні брати і сестри своєї двоюрідної сестри, королеви Швеції Христини. Елеонора була лише приблизно на сім місяців старша за Христину і мала того самого вчителя Йоганнеса Маттіа.
Переговори про її шлюб з Фрідріхом Гессен-Ешвегським, сином Моріса, ландграфом Гессен-Кассельським, почалися в 1643 році. Ландграф був двоюрідним братом обох її батьків і на дев'ять років старший за неї. Процес переговорів був важким, але остаточно завершився в червні 1646 року. Батько подарував їй статок у 20 000 гульденів. Шлюб відбувся в замку Три Корони у Стокгольмі 6 вересня 1646 року.
Після весілля Елеонора зізналася перед чоловіком «на колінах», що мала роман з французьким лютністом і актором на ім'я Бесон з французького придворного театру Антуана де Больє і вагітна від нього. Чоловік вирішив поводитися так, ніби нічого не сталося, і приховати це. Але подія стала відомим скандалом. Бесон написав Елеонорі твір, який надіслав їй разом із листом від 28 лютого 1647 року, але вона віддала його своєму братові; цей документ нині зберігається в Стегеборзькій колекції. У 1648 році вона називала головну фрейліну королеви Маргарету Браге своїм «найдорожчим захистом», ймовірно тому, що Маргарета Браге захищала її, коли вона народила позашлюбну дитину.
Шлюб був описаний як нещасливий. Фрідріх брав участь у війні свого шурина в Польщі, де був розстріляний у 1655 році. Елеонора більше не одружувалась. Кажуть, вона була надто збентежена скандалом з Бесоном, щоб повернутися до шведського двору, тому вважала за краще жити у своєму феодальному володінні Остерхольці, де заснувала аптеку та найняла першого вчителя та лікаря міста. Елеонора була адміністраторкою і регенткою володінь свого чоловіка в Священній Римській імперії. Вона відправила свою дочку Юліану на виховання до шведського королівського двору, де вона вважалася потенційною нареченою Карла XI, поки не завагітніла в 1672 році. Фактично Елеонора відвідала Швецію кілька разів: у 1661, 1674 та 1681 роках. Під час її візиту в 1674 році Лоренцо Магалотті описав її як «злу, марнославну, дивну, горду та меланхолійну жінку», яка більшу частину свого часу проводила у побожних поклоніннях.
Елеонора померла в Остергольці, Бремен (сьогодні Німеччина) і похована в Altstädter Kirche («церква Старого міста») в Ешвеге, де зараз стоїть Marktkirche («Ринкова церква»).
Деякі з її відомих нащадків — Вільгельм II, німецький імператор; Микола II Російський імператор; королева Сполученого Королівства Вікторія; Чарльз, принц Вельзький; і нинішній король Швеції Карл XVI Густав.

## Родина
Чоловік — Фрідріх (1617–1655), ландграф Гессен-Ешвеге. Народила шістьох дітей:
- Маргарет (1647 — 1647).[a]
- Крістіна (1649 — 1702) — одружена у 1667 році з Фердинандом Альбертом I, герцогом Брауншвейг-Люнебург-Беверна.
- Єлизавета (1650 — 1651).
- Юліана (1652 — 1693) — потенційна наречена Карла XI Шведського; одружена у 1680 році з Йоганном Якобом Маршаном, бароном Лілієнбургським.
- Шарлотта (1653 — 1708) — одружена в 1673 році з принцом Августом Саксен-Вайсенфельським (сином герцога Августа), вдруге в 1679 році з Джоном Адольфом, графом Бентхайм-Текленбурзьким (розлучена у 1693 році).
- Фрідріх (1654 — 1655) — спадковий принц Гессен-Ешвеге.

## Виноски
1. ↑  Probably she was the child product of the affair with the lute-player. According to historiography, Eleonora Catherine confessed the affair to her husband at the beginning of 1647, when the pregnancy could no longer be concealed.